# Giulietta Masina
Giulietta Masina (n. 22 februarie 1921 - d. 23 martie 1994) a fost o actriță italiană de teatru și film, soția celebrului regizor Federico Fellini. Pentru rolul din Nopțile Cabiriei a fost distinsă la Festivalul Internațional de Film de la Cannes (1957) cu premiul pentru Cea mai bună actriță și a fost nominalizată în 1959 la Premiul BAFTA.

## Biografie
Giulia („Giulietta”) Anna Masina s-a născut în 22 februarie 1921, la San Giorgio di Piano, în Italia, fiind cea mai mare din cei patru copii ai familiei, tatăl ei, Gaetano Masina, fiind violonist, iar mama, Angela Flavia Pasqualini, fiind profesoară.
Încă din copilărie a devenit pasionată de muzică, însă o carieră artistică i se părea nepotrivită, considerând că nu e fotogenică și, în plus, că are mâinile prea mici. Va frecventa gimnaziul și liceul „Suore Orsoline”, unde este pasionată de poezie și se remarcă prin felul în care recită, dar a luat și lecții de voce, pian și dans.
În perioada studenției va juca roluri de compoziție pe scena teatrului universitar din Roma.
În ianuarie 1943, Federico Fellini scrie și difuzează la radio o serie de scheciuri umoristice “Aventurile lui Cico și ale Pallinei”, iar interpreta Pallinei, Giulietta Masina, aflată la debutul radiofonic, îl va impresiona. Se căsătoresc, chiar în acel an, la 30 octombrie 1943, de aici urmând una dintre cele mai pasionante povești de dragoste din câte s-au întâlnit în lumea filmului.
Din căsătoria cu regizorul Federico Fellini, din 1943 până în 1993, la moartea lui, a rezultat un copil, un fiu, Pier Federico, care s-a născut la 22 martie 1945, dar care a murit o lună mai târziu.

## Filmografie
- 1946 Paisà

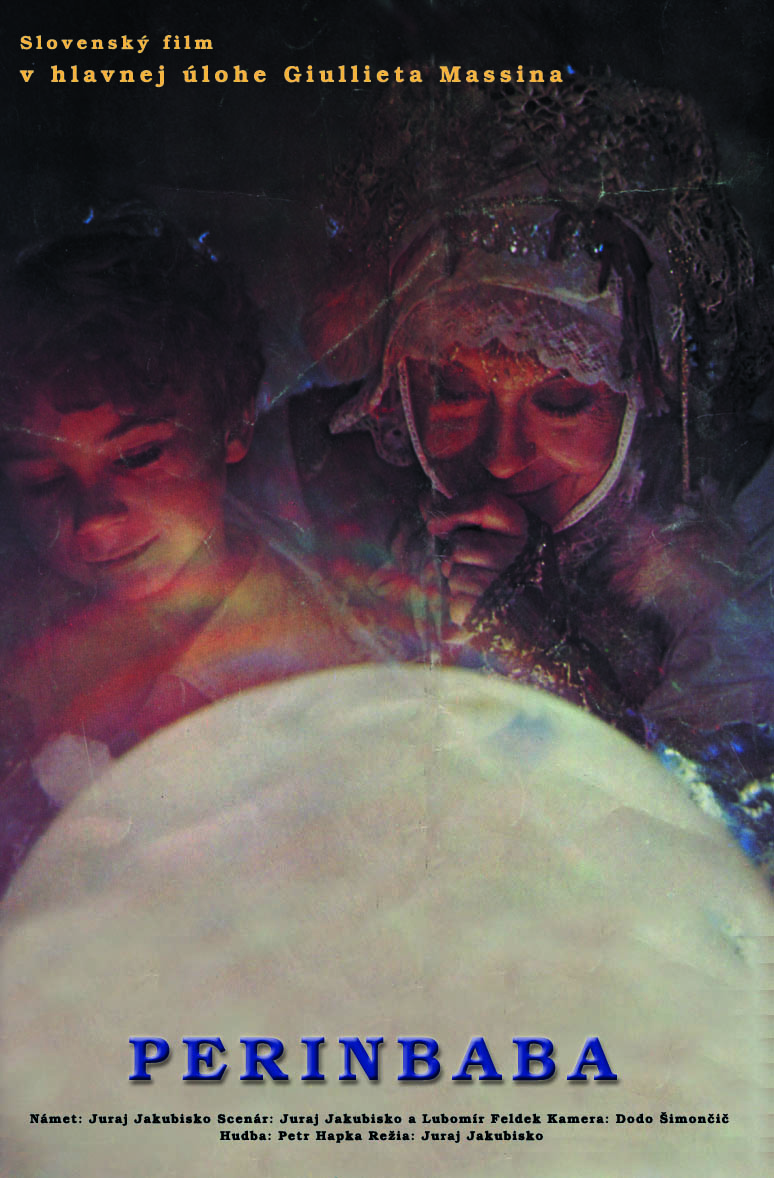
Afișul filmului Perinbaba

- 1948 Fără milă (Senza pietà), regia Alberto Lattuada : Marcella
- 1950 Obloane închise (Persiane chiuse), regia Luigi Comencini : Pippo
- 1950 Luminile varieteului (Luci del varietà), regia Alberto Lattuada : Melina Amour
- 1951 Sette ore di guai : fiica lui Romolini
- 1951 Cameriera bella presenza offresi... : Ermelinda
- 1952 Wanda la peccatrice : Nadina
- 1952 Lo sceicco bianco : Cabiria, prostituata
- 1952 Europa '51 : Passerotto
- 1953 Ai margini della metropoli : Gina Ilari
- 1954 La Strada : Gelsomina
- 1954 Donne proibite : Rosita
- 1955 Escrocii (Il bidone), regia Federico Fellini : Iris
- 1957 Nopțile Cabiriei (Le notti di Cabiria), regia Federico Fellini : Cabiria Ceccarelli
- 1958 Fortunella : Nanda Diotallevi
- 1959 Nella città l'inferno : Lina
- 1960 La grande vie : Doris Putzke
- 1965 Julietta spiritelor [11] (Giulietta degli spiriti), : Giulietta Boldrini, regia Federico Fellini
- 1969 Nebuna din Chaillot (The Madwoman of Chaillot) : Gabrielle
- 1985 Perinbaba : Perinbaba / Doamna Iarnă
- 1986 Ginger e Fred : Amelia Bonetti (Ginger)
- 1991 Aujourd'hui peut-être : Bertille